# Et la femme craindra son mari
Pour plus de détails, voir Fiche technique et Distribution.
Et la femme craindra son mari (Η δε γυνή να φοβήται τον άνδρα (I de giní na fovítai ton ándra)') est un film grec réalisé par Yorgos Tsavellas et sorti en 1965.
Dernier film de Tsavellas, il remporta le prix de la mise en scène au Festival international du film de Chicago de 1965. Le film est l'adaptation cinématographique de la pièce de théâtre écrite par le réalisateur lui-même en 1960 et montée avec le plus grand comique grec de théâtre d'alors dans le rôle-titre : Vassilis Logothetidis. Le film a été comparé aux meilleures comédies italiennes des années 1960.
Tsavellas y met à nouveau en scène Pláka, alors quartier populaire d'Athènes. Dans la première partie du film, le temps semble s'être arrêté aux années 1950, mais ensuite, cette période s'efface peu à peu face à la modernité et la maison où les personnages principaux et leurs voisins ont vécu plus ou moins en bonne entente est démolie pour être remplacée par un immeuble. Le vieux joueur d'orgue de barbarie dont le passage rythmait le début du film passe encore dans la rue, mais il ne joue plus que pour les touristes. La constatation de la disparition d'un monde est aussi celle du réalisateur qui arrêta sa carrière, refusant les évolutions du cinéma grec des années 1960.

## Synopsis
Andonakis, un quadragénaire, et Eleni vivent en couple sans être mariés depuis plus de dix ans. Andonakis traite sa compagne plus comme une servante qu'autre chose. Celle-ci souffre du regard des voisins. Andonakis finit par céder à la pression sociale et l'épouse. Celle-ci se venge alors de tout ce qu'il lui a fait subir. Surpris de cette différence entre le concubinage « paisible » pour lui et le mariage difficile, Andonakis quitte le domicile conjugal puis divorce. Quelques années plus tard, les deux anciens époux se retrouvent dans leur ancienne maison, tombée en ruines, et se souviennent du passé.

## Fiche technique
- Titre : Et la femme craindra son mari
- Titre original : Η δε γυνή να φοβήται τον άνδρα (I de gini na fovitai ton andra)
- Réalisation : Yorgos Tsavellas
- Scénario : Yorgos Tsavellas
- Production : Damaskinos Michaïlidis (el)
- Directeur de la photographie : Nikos Gardelis
- Montage : Yorgos Tsaoulis
- Direction artistique : Petros Kapouralis
- Musique : Kostas Kapnisis (en)
- Pays d'origine : Grèce
- Genre : comédie
- Format  : noir et blanc 35 mm
- Durée : 105 minutes
- Date de sortie : 1965

## Distribution
- Yorgos Konstantinou (en)
- Maro Kontou (el)
- Despo Diamantidou
- Katerína Gógou
- Stavros Xenidis (en)
- Lily Papagianni (el)
- Tassó Kavadía